# Per-Olof Sjögren
Per-Olof Sjögren, född 25 april 1919 i Göteborg, död 22 maj 2005 i Göteborg, var en svensk teolog och präst.

## Biografi
Sjögren disputerade 1953 med avhandlingen Anfäktelsen enligt Rosenius . 1951–1968 var han först kyrkoadjunkt och från 1955 komminister i Annedals församling och blev som ”Guldhedskyrkans pastor” känd för sitt pionjärarbete i denna en av Göteborgs första småkyrkor, Barackkyrkan nära nuvarande Guldhedskyrkan. Genom en rad mycket spridda böcker, främst Att bygga inifrån, 1964 och Böneskola, 1960, blev han en av de ledande inspiratörerna för det senare 1900-talets pastoralteologiska förnyelserörelse i Svenska kyrkan. Han var domprost i Göteborg från 1970 till 1986 samt ledamot av kyrkomötet 1975–1988. Han komponerade även liturgisk musik och undervisade under många år i liturgik och liturgisk sång på musikhögskolan i Göteborg. Han har bland annat skapat melodin till Sju böner vår Herre har lärt oss i Kyrkovisor för barn.
Sjögren blev medlem av Kungliga Vetenskaps- och Vitterhets-samhället i Göteborg 1970.
Per-Olof Sjögren är hedrad med att vara en av de som har sitt handavtryck förevigat vid Doktor Fries Torg på Guldheden i Göteborg.

### Familj
Per-Olof Sjögren var gift med montessoriläraren Onna Sjögren (1926–1989). De fick fyra barn, däribland den tidigare domprosten i Skara Carl Sjögren och tandläkaren och kommunikatören Karin Sjögren.